# 30 Tage Gebet für die islamische Welt
30 Tage Gebet für die islamische Welt (englisch 30 Days of Prayer for the Muslim World) ist eine internationale evangelikale Gebetsinitiative, die seit 1993 jährlich parallel zum islamischen Fastenmonat Ramadan stattfindet. Zu ihren Zielen gehört unter anderem auch die Unterstützung von christlichen Minderheiten sowie Konvertiten, die den Islam verlassen und sich dem Christentum zugewandt haben. Darüber hinaus wird auch die Missionierung von Anhängern des Islam unterstützt.

## Die Gebetsinitiative
Das The 30-Days International Team wird unter anderen von der Evangelischen Allianz, dem 10/40-Window-Projekt, der YWAM, der Operation Mobilisation, Frontiers sowie weiteren Missionsgesellschaften und verschiedenen christlichen Kirchen unterstützt.
Das begleitende Gebetsheft wird in 42 Sprachen angeboten und durch 30 nationale Büros der Veranstalter sowie über das Internet zum Download verteilt. Lokalisierte Websites gibt es bisher für Australien, Österreich, Tschechien, Finnland, Frankreich, Deutschland, Italien, Korea, die Niederlande, Norwegen, die Slowakei, Südafrika, Schweden, die Schweiz und die USA.
In Deutschland werden zwei verschiedene Ausgaben der Gebetskalender vom Arbeitskreis Islam der Deutschen Evangelischen Allianz herausgegeben, eine Standardausgabe sowie eine Variante für Familien. Die verteilte englischsprachige Auflage 2009 belief sich den Herausgebern zufolge auf 350.000 Exemplare, in Deutsch wurden 2008 laut (dem nicht beteiligten) Radio Vatikan 80.000 Gebetshefte gedruckt.
Im Mittelpunkt der während der jeweils 30-tägigen Aktion täglich wechselnden Gebetsanliegen stehen entweder ein ganzer muslimisch geprägter Staat, eine einzelne Stadt, eine Volksgruppe oder Muslime, die im nicht-islamisch geprägten Ausland, z. B. als Gastarbeiter, leben.

## Hintergrund und Zielsetzungen
Zu den deutschen Initiatoren gehörten der damalige Generalsekretär der Deutschen Evangelischen Allianz, Hartmut Steeb, und die Islamwissenschaftlerin Christine Schirrmacher, die seinerzeit Mitglied im „Arbeitskreis Islam“ der Deutschen Evangelischen Allianz war.
Nach eigener Aussage richtet sich 30 Tage Gebet für die islamische Welt an Christen aller Konfessionen, die sich über die gegenwärtige Situation in ausgewählten islamisch geprägten Staaten und Volksgruppen informieren wollen und für die Bekehrung von Muslimen wie für eine Verbesserung der Lage diskriminierter und verfolgter Christen in den jeweiligen Ländern und Religionsfreiheit beten möchten.